# Albert Stoelzel
Albert Stoelzel (* 10. Januar 1872; † 16. September 1928) war ein deutscher Konteradmiral.

## Leben
Albert Stoelzel trat am 14. April 1890 in die Kaiserliche Marine ein. Anschließend verbrachte er seine gesamte Seedienstzeit in der Ausbildung von fünf Monaten auf dem Schulschiff Niobe. Im Frühjahr 1891 war er als Seekadett auf dem Schulschiff Moltke, welche Westindien, La Guaira und Bahía Blanca besuchte. Sein Patent zum Fregattenkapitän datierte vom 27. Januar 1913.
Ab Oktober 1911 war er bereits als Dezernent im Admiralstab der Marine und wurde hier am 17. Oktober 1915 zum Kapitän zur See befördert. Von Oktober 1916 bis November 1917 war er im Admiralstab Chef der Operationsgruppe. Ab dem 3. Januar übernahm er bis 2. November 1918 das Kommando über den unter osmanischer Flagge fahrenden Schlachtkreuzers Goeben. Zum 24. November 1918 wurde er verabschiedet.
Bis 1918 hatte Stoelzel u. a. den Roten Adlerorden IV. Klasse, den Königlichen Kronen-Orden II. Klasse mit Schwertern, das Kommandeurkreuz II. Klasse des Ordens vom Zähringer Löwen, den Bayerischen Militärverdienstorden II. Klasse mit der königlichen Krone und Schwertern, das Hanseatenkreuz sowie beide Klassen des Eisernen Kreuzes verliehen bekommen.
Am 29. Dezember 1919 erhielt er den Charakter als Konteradmiral.

## Werk und Literatur
- Ehrenrangliste der Kaiserlich Deutschen Marine. 1914–18. Hrsg. Marine-Offizier-Verband, Thormann & Goetsch, Selbstverlag, Berlin 1930, S. 133.